# Burgaw
Burgaw é uma cidade  localizada no estado norte-americano de Carolina do Norte, no Condado de Pender.

## Demografia
Segundo o censo norte-americano de 2000, a sua população era de 3 337 habitantes. 
Em 2006, foi estimada uma população de 3 904, um aumento de 567 (17.0%).

## Geografia
De acordo com o United States Census Bureau, tem uma área de 8,9 km², dos quais 8,9 km² cobertos por terra e 0,0 km² cobertos por água. Burgaw localiza-se a aproximadamente 11 m acima do nível do mar.

## Localidades na vizinhança
O diagrama seguinte representa as localidades num raio de 24 km ao redor de Burgaw. 